# 戰上海
战上海是1959年由八一电影制片厂摄制的一部講述上海戰役的彩色中華人民共和國軍事題材電影，编剧為群立，导演為王冰，主要演员有丁尼（饰方军长）、高岩、李舒田、李长华、王润身（饰赵永生）、张良、王斑（饰汤云甫）、唐克（饰邵壮）、刘季云（饰刘义）等人。